# Hvejsel Sogn
Hvejsel Sogn er et sogn i Vejle Provsti (Haderslev Stift).
Givskud Sogn var anneks til Hvejsel Sogn indtil de i 1895 blev selvstændige pastorater. Begge sogne hørte til Nørvang Herred. De udgjorde tilsammen Hvejsel-Givskud sognekommune, som senere blev delt i to. Ved kommunalreformen i 1970 blev Hvejsel indlemmet i Jelling Kommune og Givskud blev indlemmet i Give Kommune. Begge disse storkommuner indgik ved strukturreformen i 2007 i Vejle Kommune.
Omkring 1908 blev Ildved Kirke opført, og Ildved blev et kirkedistrikt i Hvejsel Sogn. Ildved Sogn blev i 2010 udskilt fra Hvejsel Sogn, men i 2014 igen lagt sammen med Hvejsel Sogn.
I Hvejsel Sogn ligger Hvejsel Kirke.
I sognet findes følgende autoriserede stednavne:
- Bjerlev (bebyggelse, ejerlav)
- Bjerlev Rode (bebyggelse)
- Fousing (bebyggelse, ejerlav)
- Hvejsel (bebyggelse, ejerlav)
- Ildved (bebyggelse, ejerlav)
- Ildved Mark (bebyggelse)
- Knude (bebyggelse, ejerlav)
- Mindstrup (bebyggelse, ejerlav)
- Sandvad (bebyggelse, ejerlav)
- Tremhuse (bebyggelse, ejerlav)
- Ådal (bebyggelse)